# Kickboxing olandese
La Kickboxing olandese è una forma di kickboxing che ha avuto molta esposizione mediatica sia nel K-1 che nelle MMA.

## Tecniche
È uno stile che combina tecniche della Boxe, della Muay Thai e del Karate Kyokushinkai.
Le sue caratteristiche principali sono: l'enfasi posta sulle combinazioni di boxe e sui calci bassi, l'uso dei push kick e le fasi in clinch, ma queste ultime non sono usate molto per via delle limitazioni poste dalle federazioni di Kickboxing.
Inoltre, consente l'uso delle ginocchiate ma non quello delle gomitate.

## Praticanti
Alcuni dei suoi praticanti più famosi sono: Peter Aerts, Ramon Dekkers, Ernesto Hoost, Semmy Schilt, Remy Bonjasky, Melvin Manhoef, Gegard Mousasi, Alistair Overeem, Bas Rutten e tanti altri.